# درجة خطورة الإصابة
درجة خطورة الإصابة (Injury Severity Score يختصر: ISS) هو مقياس معروف طبياً لتقييم خطورة الإصابة والصدمة. حيث يتوافق بشكل اعتمادي على الوفيات والأمراض القاتلة ووقت الاستشفاء بعد الصدمة، وتم استخدامه لتعريف مصلطح الصدمة الكبرى، حيث تُعرف الصدمة الكبرى (أو الصدمات المتعددة) بدرجة خطورة إصابة  أكبر من 15. 